# Homeworld 2
Homeworld 2 is een real-time strategy computerspel gemaakt door Relic Entertainment als vervolg op Homeworld uit 1999. Deze opvolger werd uitgebracht op 16 september 2003 en het verhaal gaat verder waar Homeworld 1 ophoudt.
In Homeworld 2 wordt het epische gevecht van overleving van de Hiigaraanen en hun leider Karan S'jet voortgezet.
Zij hoopten dat hun beproevingen ten einde kwamen toen zij terugkeerden naar Hiigara, maar het lot is hen minder gunstig gezind. Nu worden de Hiigaraanen met een nieuwe en verbitterde vijand geconfronteerd, een rebelse clan uit een uithoek van de Melkweg, een macht van de ouden.
Homeworld 2 gaat verder met het verhaal van het moederschip en haar bemanning en hun tocht naar de oudste uithoeken van de Melkweg om deze nieuwe vijand tegemoet te treden en de waarheid achter hun verbanning te achterhalen.